# Bartolomeo Oleario
Bartolomeo Oleario, le cardinal Padovano (né à Padoue, Italie, vers 1320 et mort le 16 avril 1396 à Gaète) est un cardinal italien de la fin du XIVe siècle. Il est membre de l'ordre des franciscains.

## Biographie
Bartolomeo Oleario étudie à l'université de Padoue. Il est l'auteur d'œuvres comme Quodlibeta Theologica, Commentaria in quatuor Evangelia et Sermones de Tempora, et de Sanctis. Pour remédier aux problèmes causés par le grand schisme en Italie, il va prêcher dans plusieurs villes en Marche trévisane, Lombardie, Toscane et Marche d'Ancône. Il est nommé évêque d'Ancône en 1381 et transféré à Florence en 1385.
Le pape Boniface IX le crée cardinal lors du consistoire du 18 décembre 1389. Le cardinal Oleario est le premier abbé commendataire de l'abbaye de S. Cristoforo di Castel di Durante et est nommé légat apostolique au royaume de Naples pour intervenir dans le conflit entre Ladislas Ier et Louis II d'Anjou.